# Chapman, Kansas
Chapman är en ort i Dickinson County i Kansas. Vid 2010 års folkräkning hade Chapman 1 393 invånare.

## Kända personer från Chapman
- Joe Engle, astronaut